# Anton Wilhelm von L'Estocq
Anton Wilhelm von L'Estocq (né le 16 août 1738 à Celle, mort le 5 janvier 1815 à Berlin) est un général de cavalerie prussien, célèbre pour son action à la bataille d'Eylau.

## Origine familiale
Comme son nom le suggère, la famille von L'Estocq (de) est d'origine française. Il descend d'une famille huguenote originaire de Picardie et de Champagne. Ses parents étaient le lieutenant-colonel prussien a. D. Ludwig August L'Estocq (né le 14 avril 1688 et décédé le 3 janvier 1747) et son épouse Ilse Sophie, née von Grabow, veuve Hohenhorst (née en 1700 et décédée le 20 août 1738).

## Début militaire
En 1757, Anton Wilhelm von L'Estocq devient élève officier du régiment de gendarmes de Berlin. Pendant la guerre de Sept Ans, il participe aux batailles de Zondorf, Kunesdorf, et Torgau. Après la bataille suivante près de Langensalza, il reçoit la médaille Pour le Mérite.
En 1768 il est nommé premier lieutenant et sert dans le régiment de hussards du général Von Zieten. Il est successivement promu capitaine, lieutenant-colonel et colonel. En 1790, le roi Frédéric II de Prusse le nomme commandant d'un bataillon du régiment von Eben (2e régiment de hussards).
Au cours de la Première Coalition contre la France révolutionnaire, L'Estocq participe aux batailles de Kaiserslautern, Morsbrunn, et Trippstadt. En 1794, il  prend le commandement du 2e régiment de Hussards qui, en 1795, après de traité de Bâle, est affecté en Westphalie pour garder la frontière avec la France. En 1797, il devient chef du 1er régiment de hussards "von Czettritz (de)". Il doit d'abord combattre des bandes de brigands dans le comté de La Marck. En août 1802, il occupe la principauté épiscopale de Paderborn et anticipe l'incorporation de la principauté par la Prusse, sanctionnée en 1803 par la décision principale de la députation impériale.
L'Estocq est promu major général en 1798 et transféré en 1803 en Nouvelle-Prusse-Orientale. Il prend le commandement des troupes prussiennes dans la région et reçut comme chef le 9e régiment de hussards "von Günther (de)". En 1805, il est promu lieutenant-général.

## Bataille d'Eylau
Pendant la guerre de la Quatrième Coalition, L'Estocq et son chef d'état-major Gerhard von Scharnhorst, commandent quelque 15 000 hommes basés à Thorn en décembre 1806 ainsi qu'à Freystadt (Prusse Occidentale) en janvier 1807. Du 2 au 8 février, harcelé par le maréchal Ney, il s'engage avec ses hommes dans une marche forcée à travers les forêts enneigées de province de Prusse-Orientale, pour apporter du renfort au général russe Von Bennigsen, durement pressé par le maréchal Davout à la bataille d'Eylau.
Conduisant la dernière unité opérationnelle de l'armée prussienne, L'Estocq n'amène que huit bataillons, vingt-huit escadrons et deux batteries d'artillerie à cheval (environ 7 000  à   9 000 hommes). À son arrivée à Preussisch Eylau, Bennigsen demande de diviser le petit contingent prussien pour renforcer ses  troupes affaiblies. Cependant Scharnhorst lui conseille au contraire d'attaquer avec toute sa cavalerie devant les lignes russes. L'attaque soudaine jette le désarroi dans les rangs des Français épuisés. Après la bataille, le corps de L'Estocq se retire sur Preussisch Friedland pour maintenir les communications avec la Russie.

## Honneur militaire
Alors que l'armée prussienne est écrasée depuis le 14 octobre 1806 à la bataille d'Iéna, les troupes de L'Estocq ont restauré l'honneur militaire de la Prusse. Pour leur conduite exemplaire, L'Estocq reçoit l'Ordre de l'Aigle noir et Scharnhorst la médaille Pour le mérite. Malgré la défaite, von der Goltz attribue ce succès militaire, au plan de Scharnhorst et à l'initiative et la volonté de L'Estocq.
Après la défaite des armées de la coalition à la bataille de Friedland et l'humiliant traité de Tilsit, L'Estocq fait partie de la commission d'enquête chargée d'établir les causes de la défaite de la Prusse. Le 12 novembre 1808, il est nommé gouverneur de Berlin, puis de Breslau en 1814. Après sa mort à Berlin, le 5 janvier de l'année suivante, L'Estocq est inhumé dans le cimetière de la garnison.

## Famille
L'Estocq épouse Hedwig Gottliebe Maria von Brandt (née en 1752 et morte le 22 septembre 1776) à Wredenhagen en 1775. Après le décès de celle-ci, il épouse Franziska Friederike von Koppelow (de) (née le 14 octobre 1759 et morte le 16 octobre 1856), dame d'honneur de la princesse Wilhelm de Prusse, le 16 juin 1780 à Moellenbeck. Les deux mariages donnent naissance aux enfants suivants :
- Albertine (née le 14 septembre 1776 et morte le 4 mai 1861), dame de compagnie de la princesse Frédérique de Solms-Braunfels et chanoinesse de Heiligengrabe.
- Friedrich Joachim Bernhard Magnus (né le 1er avril 1781 et mort le 17 avril 1810), officier de hussards prussien marié en 1809 avec Agnes Ulrike Elisabeth von Lücken (de) (né le 27 juillet 1785 et mort le 27 août 1868).
- Émilie (née le 17 avril 1782 et morte le 27 mars 1807), chanoinesse de Drübeck.
- Johann (Hans) Wilhelm (né le 13 décembre 1784 et mort le 1er septembre 1856), capitaine de cavalerie prussien à la retraite, marié en :
  - 1812 avec Philippine von Altrock (de) (née le 7 janvier 1786 et morte en 1817)
  - 1822 avec Emilie Henriette von Rothmaler (née le 23 mars 1803 et morte le 14 mars 1885).
- Ludwig Emil Karl Georg (né le 8 mars 1788 et mort le 22 octobre 1864), colonel prussien ainsi que maréchal de justice à Strelitz, marié en :
  - 1817 avec Charlotte von Wülknitz (née le 29 mai 1796 et morte le 27 mars 1834), parents d'Anton Wilhelm Karl von L'Estocq (de).
  - 1837 avec Eveline von Matuschka (née le 22 janvier 1818 et morte le 15 octobre 1900), sœur de Hugo von Matuschka-Greiffenclau (de).
- Luise (née le 7 novembre 1798 et morte le 15 juin 1879), chanoinesse de Heiligengrabe.